# Leptadenia reticulata
Leptadenia reticulata là một loài thực vật có hoa trong họ La bố ma. Loài này được (Retz.) Wight & Arn. mô tả khoa học đầu tiên năm 1834.